# Józef Jednaki
Józef Jednaki (ur. 20 października 1925 w Wilkowie, zm. 28 maja 1992) – polski hutnik i działacz komunistyczny, poseł na Sejm PRL VI kadencji.

## Życiorys
Uzyskał wykształcenie zasadnicze zawodowe. W 1945 wstąpił do Polskiej Partii Robotniczej, która w 1948 współtworzyła Polską Zjednoczoną Partię Robotniczą. W 1955 rozpoczął pracę w hucie aluminium w Skawinie. Był grupowym partyjnym, członkiem egzekutywy oraz radnym Wojewódzkiej Rady Narodowej. W 1969 został członkiem Komisji Kontroli Partyjnej. W 1972 uzyskał mandat posła na Sejm PRL w okręgu Kraków. Zasiadał w Komisji Handlu Wewnętrznego.
Pochowany na cmentarzu Prądnik Czerwony (CLXXXVI/3/3).

## Odznaczenia
- Krzyż Kawalerski Orderu Odrodzenia Polski (1971)
- Srebrny Krzyż Zasługi (1959)
- Medal 10-lecia Polski Ludowej
- Złota Odznaka „Za Zasługi dla Ziemi Krakowskiej” (1969)